# Васильев, Виктор Александрович (футболист)
Ви́ктор Алекса́ндрович Васи́льев (Пустой шаблон {{ВД-Преамбула}} ) — советский футболист.

## Карьера
За свою карьеру выступал в советских командах «Трактор» (Люберцы), «Динамо» (Минск), «Спартак» (Москва), «Пищевик» (Минск), «Крылья Советов» (Куйбышев).